# Cuauhtémoc (władca)
Cuauhtémocⓘ [kʷaːwˈtemoːk] – Cuanhtemotzin, Cuatimozin, Quauhtemoc (,,Spadający Orzeł’’) (ur. 1495 lub 1502; zm. 28 lutego 1525) – ostatni niezależny, jedenasty tlatoani (władca) Tenochtitlánu; kuzyn i zięć Montezumy II Xocoyotzina.

## Życiorys
Panował po śmierci Cuitláhuaca (zmarłego po zarażeniu ospą) w latach 1520–1521. Gdy Tenochtitlán został zdobyty przez konkwistadorów, poddał się Cortezowi, który przyrzekł mu bezpieczeństwo. Po czterech latach Cuauhtémoc został jednak wzięty na tortury i powieszony. Oficjalnym powodem było organizowanie spisku przeciwko zdobywcy Meksyku, a nieoficjalnie chodziło o próbę wydobycia informacji o rzekomo ukrytym złotym skarbie Azteków. Nowym azteckim tlatoani został narzucony przez Hiszpanów Juan Velázquez Tlacotzin.
Jego wizerunek umieszczono na meksykańskich monetach obiegowych o nominale 5 pesos bitych w latach 1947-1948, oraz na monetach zdawkowych o nominale 50 centavos bitych w latach 1970-1983.